# El libro de seda

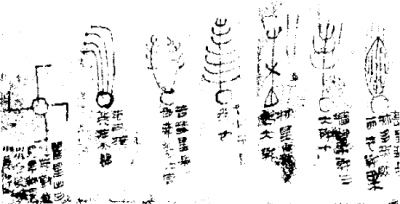
Una página del Libro de la seda. Al igual que otros pueblos de la antigüedad, los chinos creían que los cometas eran fenómenos celestes extraños que anunciaban grandes sucesos y catástrofes, como guerras o epidemias.

El Libro de la Seda o su título original Adivinación por fenómenos astronómicos y meteorológicos es un antiguo libro de astronomía compilado por astrónomos chinos de la dinastía Han del Oeste (202 a. C.- 9 d. C.) y encontrado en una tumba de Mawangdui, en China en 1973. Lista 29 cometas (refiriéndose a ellos como 彗星, literalmente estrella escoba) que aparecieron en un periodo de 300 años.